# Sarny (wieś w województwie lubelskim)
Sarny – wieś w Polsce położona w województwie lubelskim, w powiecie ryckim, w gminie Ułęż. Leży u ujścia Zalesianki do Wieprza.
W latach 1975–1998 miejscowość położona była w województwie lubelskim.
Wieś jest sołectwem w gminie Ułęż. Według Narodowego Spisu Powszechnego z roku 2011 wieś liczyła 278 mieszkańców.
Wierni Kościoła rzymskokatolickiego należą do parafii Wniebowzięcia Najświętszej Maryi Panny w Żabiance.